# Schleitheim
Schleitheim est une commune suisse du canton de Schaffhouse.

## Géographie
Selon l'Office fédéral de la statistique, Schleitheim mesure 21,60 km2.

## Démographie

Vue aérienne (1965).

Selon l'Office fédéral de la statistique, Schleitheim compte 1 719 habitants en 2008. Sa densité de population atteint 79 hab./km2.
Le graphique suivant résume l'évolution de la population de Schleitheim entre 1850 et 2008 :

## Monuments et curiosités
Grâce à la production du plâtre, le village connut aux XVIIIe et XIXe siècles un essor qui se reflète dans quelques bâtiments. L'histoire du plâtre est présentée au Musée du plâtre à Schleitheim-Oberwiesen.
La maison dite La Brasserie est un grand édifice avec habitation et bâtiments utilitaires datant de 1748. À l'intérieur, une salle avec boiseries peintes et plafond à stucs est aménagée en style Régence.
La Kätterlihus est une maison baroque de 1740 qui a pris le nom de l'épouse de son constructeur, Katharina Wanner. Le plafond est décoré de peintures et de portraits faits par Johann Melchior Eggmann.